# سیستم بارا
سیستم بارا (به انگلیسی: Barra system) یک فناوری خورشیدی ثابت در ساختمان است که توسط "هوراتزیو بارا" در ایتالیا ساخته شده. این فناوری از یک دیوارهٔ جذب‌کننده برای دریافت اشعهٔ خورشیدی به حالت گرما بهره می‌برد. این سیستم همچنان از اثر ترموسیفون برای توزیع هوای گرم از طریق کانال‌های تعبیه شده در کف بنا بهره می‌برد و با گرم کردن کف بنا ساختمان را نیز گرم می‌کند. از آن سو، درهای گرم، هوای خنک شبانگاهی می‌تواند از طریق کانال‌های کف به داخل کشیده شود و مثل کولر ساختمان را خنک کند.
گفته می‌شود که سیستم‌های بارا در مقایسه با سایر خانه‌های خورشیدی ثابت توزیع دمای شمالی-جنوبی یکدست تری دارند. سیستم‌های موفق بسیاری در اروپا ساخته شدند، اما ظاهراً بارا در جاهای دیگر ناشناخته باقی‌مانده.

## جذب‌کننده خورشیدی ثابت
جهت تبدیل کردن غیرمستقیم نور خورشید به گرما، یک فضای عایق جداگانه روی دیوار سمت آفتابگیر خانه ساخته می‌شود. با نگاهی به بیرون و در امتداد یک مقطع لایه بیرونی شفافی وجود دارد. این لایه در گذشته با استفاده از شیشه ساخته می‌شد، اما با پیدایش لعاب‌های مستحکم و ارزان قیمت پلی کربنات، بیشتر طراحی‌ها از دیوارهای دو لایه یا سه لایهٔ گلخانه‌ای پلی کربنات بهره می‌برند. اصولاً این لعاب برای عبور نور مریی طراحی شده، ذر حالی که IR را برای کاهش اتلاف انرژی و UV را برای حفاظت از وسایل ساختمان بلاک می‌کند.
لایهٔ بعدی یک فضای جذب‌کنندهٔ نور است. این فضا بیشتر نور ورودی به جمع‌کننده را جذب می‌کند و معمولاً دارای یک محفظهٔ هوا به قطر ۱۰ سانتیمتر و یک یا چند شبکهٔ جذب‌کننده معلق به صورت عمودی در فضا می‌باشد. معمولاً از شبکه پنجره‌ای فلای اسکرین یا پارچه سایهٔ باغبانی استفاده می‌شود. خود شبکه گرمای بسیار کمی را در خود نگاه می‌دارد و زیر نور به سرعت گرم می‌شود. گرما از طریق هوایی که در شبکه در جریان است جذب می‌شود، در نتیجه شبکه میان محفظه‌ای از هوا در جلو و عقب معلق می‌ماند.
در نهایت لایه از عایق بین فضای نورگیر و خانه قرار می‌گیرد. معمولاً عایق کاری نرمال منزل بدین صورت است و در آن از موادی مانند کف polyisocyanurate، پشم سنگ، فویل و پلی استرین استفاده می‌شود.
این جمع‌کننده بسیار سریع است- زیر نور آفتاب به سرعت گرم می‌شود و هوای داخل آن نیز شروع به گرم شدن می‌کند. اگر جمع‌کننده با استفاده از یک سوراخ در نزدیکی زمین و سوراخی دیگر در نزدیکی سقف مستقیماً به ساختمان متصل شود، یک سیستم غیرمستقیم جذب انرژی خورشیدی را خلق می‌کند. یکی از مشکلات این روش این است که به هنگام شب گرما به فضای بیرون باز می‌گردد مثل دیوار ترومب. در این صورت جریان هوای سرد فضای اتاق را در طول شب سرد می‌کند. در عوض می‌توان با استفاده از یک تعدیل‌کنندهٔ خودکار مانع جریان هوا شد، چیزی شبیه به تعدیل‌کننده‌هایی که برای تهویهٔ فضاهای واقع در منطق سردسیر استفاده می‌شوند، یا تعدیل‌کننده‌های با فیلم‌های پلاستیکی که جریان هوا را با استفاده از یک پرهٔ سبک پلاستیکی تنها از یک جهت بلاک می‌کنند. اضافه کردن تعدیل‌کننده این سیستم را به یک جذب‌کنندهٔ خورشیدی بهینه مبدل می‌کند.

## ذخیره حرارتی
جهت ذخیرهٔ انرژی گرمایی از جمع‌کننده، سیستم بارا از یک ورقهٔ اسپانکریت از بتن را به عنوان سقف معلق می‌کند تا گرما را ذخیره کند. این روش نسبتاً گران است و نیازمند پایه‌ای قوی می‌باشد. روش دیگر استفاده از آب است که قادر است ۵ برابر گرمابازای یک وزن مشخص ذخیره کند. یک روش آسان، ارزان و مؤثر ذخیرهٔ آب در لوله‌های پی وی سی با قطر ۱۰۰ میلی‌متر و درپوش‌هایی در دو انتها می‌باشد.
چه از آب استفاده شود چه از بتن، در طول روز گرما از طریق هوا به درون مادهٔ ذخیره‌کننده منتقل می‌شود، و در طول شب با استفاده از پنکه سقفی به فضای اتاق منتقل می‌شود.
اگر ورقه‌های اسپانکریت استفاده شوند، سقف با استفاده از تشعشع نیز خانه را گرم می‌کند. در برخی خانه‌ها بادگیرهایی شبیه به آن‌هایی که در ماهواره‌ها استفاده می‌شود تعبیه شده تا میزان انتقال تشعشع را تنظیم کند. هوای گرم از طریق تونل‌های ورقه‌ها از جنوب به شمال حرکت می‌کند و خارج می‌شود تا از طریق بدنهٔ اتاق به ورودی گرم‌کننده هوای نزدیک زمین منتقل شود و دوباره به سمت شمال حرکت کند.

## ذخیره حرارتی میانی
در بیشتر جاها سیستمی که برای ۵ روز متوالی بدون خورشید طراحی شده، به اندازه چند روز کمتر از ۱۰۰ سال انرژی تأمین می‌کند. گرما می‌تواند طی چند روز با استفاده از یک منبع بزرگ آب ذخیره شود. یک مکعب ۸ فوتی آب در زیر زمین می‌تواند ۱۵ کیلوگرم آب را ذخیره کند که توسط یک لولهٔ مسی با پره‌هایی در جمع‌کننده گرم می‌شود. عملکرد این سیستم را می‌توان با قرار دادن لولهٔ پره دار درون لایه‌ای دیگر از لعاب در پشت جمع‌کنندهٔ اصلی بهبود بخشید. این روش اجازه می‌دهد تا دمای داخل لوله از دمای جریان هوای اطراف بیشتر شود. در روزهای ابری گرما از درون محفظهٔ ذخیره به خانه منتقل می‌شود و فضا را گرم می‌کند.